# Jair Lynch
Jair Lynch (Amherst, 2 de outubro de 1971) foi um ginasta estadunidense que competiu em provas de ginástica artística pela nação. 
Lynch é o detentor de uma medalha olímpica conquistada na edição norte-americana de 1996. Nos Jogos de Atlanta, o atleta foi o medalhista de prata na disputa das barras paralelas, quando superado pelo ucraniano Rustam Sharipov.